# Gabriel España
Gabriel España Pérez (Ciudad de México, 23 de diciembre de 1988) es un exfutbolista mexicano y actual Director técnico en la Kings League Americas de West Santos FC.

## Carrera

### Jaguares
Hizo su debut en Jaguares de Chiapas en 2008 en la Primera División de México. Jugó solo 2 partidos.

### Atlante Neza
En 2010 juega para la filial del Atlante FC en el suburbio de Neza en la segunda categoría del fútbol mexicano, solamente jugó 3 partidos del Apertura 2010.

### Mérida
En 2011 llega a Mérida para jugar con los Venados de esa ciudad del Ascenso MX, en ese club tiene más regularidad y permanece hasta el 2015

### Atlético Zacatepec
En 2015 es fichado por el Atlético Zacatepec del circuito Ascenso MX, permanece en la selva cañera solo una temporada, misma en la que jugó 18 partidos y anotó 1 gol.

### Atlante
En 2016 llega al primer equipo del Atlante en la categoría de Ascenso MX.

Querétaro Fútbol Club
Luego de retirarse como jugador de fútbol, inicia en agosto del 2020 su carrera como Director Técnico, debutando como Auxiliar en la categoría sub-20.
En 2021 estuvo a cargo de la categoría Sub-16 de Gallos y actualmente es el director Técnico de la Sub-20.

## Trayectoria
| Club               | Liga       | Periodo     |
| ------------------ | ---------- | ----------- |
| Jaguares           | Liga MX    | 2008 - 2009 |
| Atlante UT Neza    | Ascenso MX | 2011 - 2015 |
| Mérida             | Ascenso MX | 2011 - 2015 |
| Atlético Zacatepec | Ascenso MX | 2015 - 2016 |
| Atlante            | Ascenso MX | 2016 -2020  |